# Aeroportul Regional Eastern Slopes
Aeroportul Regional Eastern Slopes (IATA: FRY, ICAO: KIZG, FAA LID: IZG) este un aeroport din Maine, Statele Unite ale Americii ce deservește zona Fryeburg⁠(d). Aeroportul a fost tranzitat în 2019 de 32 de pasageri.
Situat la o altitudine de 138 m, aeroportul dispune de 1 pistă.

## Infrastructură

### Piste
Aeroportul dispune de o singură pistă. Pista 14/32 are suprafața de asfalt și dimensiunile 4.200 picioare × 75 picioare. 